# Rhombosolea
Rhombosolea is een geslacht van straalvinnige vissen uit de familie van schollen (Pleuronectidae).

## Soorten
- Rhombosolea plebeia (Richardson, 1843)
- Rhombosolea tapirina Günther, 1862
- Rhombosolea leporina Günther, 1862
- Rhombosolea retiaria Hutton, 1874